# Nemesis
 For alternative betydninger, se Nemesis (flertydig). (Se også artikler, som begynder med Nemesis)
Nemesis (gr. Νέμεσις) er i den græske mytologi gudinden for både retfærdighed og hævn. Hendes vrede er rettet mod menneskernes overtrædelse af den naturlige orden og den arrogance, der er skyld i det. 
Nemesis forfølger den hovmodige og den onde med ubrydelig hævn. Hybris (synd og hovmod) straffes med nemesis (undergang). Der, hvor jordisk lov ikke kan ske fyldest, træder en guddommelig mekanisme i funktion.